# Longstreet
Longstreet és una població dels Estats Units a l'estat de Louisiana. Segons el cens del 2000 tenia 163 habitants.

## Demografia
Segons el cens del 2000, Longstreet tenia 163 habitants, 70 habitatges, i 45 famílies. La densitat de població era de 29,3 habitants/km².
Dels 70 habitatges en un 24,3% hi vivien nens de menys de 18 anys, en un 54,3% hi vivien parelles casades, en un 7,1% dones solteres, i en un 35,7% no eren unitats familiars. En el 32,9% dels habitatges hi vivien persones soles el 21,4% de les quals corresponia a persones de 65 anys o més que vivien soles. El nombre mitjà de persones vivint en cada habitatge era de 2,33 i el nombre mitjà de persones que vivien en cada família era de 3.
Per edats la població es repartia de la següent manera: un 22,7% tenia menys de 18 anys, un 4,3% entre 18 i 24, un 26,4% entre 25 i 44, un 27% de 45 a 60 i un 19,6% 65 anys o més.
L'edat mediana era de 42 anys. Per cada 100 dones de 18 o més anys hi havia 90,9 homes.
La renda mediana per habitatge era de 28.333 $ i la renda mediana per família de 51.500 $. Els homes tenien una renda mediana de 31.250 $ mentre que les dones 12.344 $. La renda per capita de la població era de 15.359 $. Entorn del 12,5% de les famílies i el 9,6% de la població estaven per davall del llindar de pobresa.

## Poblacions més properes
El següent diagrama mostra les poblacions més properes.